# Norman Mair
Pas d'image ? Cliquez ici

b Matchs officiels uniquement.
Dernière mise à jour le 17 avril 2015.
Norman George Robertson Mair, né le 7 octobre 1928 et décédé le 7 décembre 2014, est un joueur international écossais de rugby à XV et un joueur de cricket. Il devient ensuite un journaliste pour le quotidien écossais The Scotsman traitant des thèmes du rugby à XV et du golf. Il écrit également pour Rugby World Magazine, un magazine mensuel spécialisé sur le rugby à XV. 

## Biographie

### Joueur
Norman Mair poursuit sa scolarité à l'école Merchiston Castle (1942-1947) et à l'Université d'Édimbourg ; il évolue alors pour l'Université d'Édimbourg RFC, club de rugby à XV dépendant de l'Université. Il est même retenu à quatre reprises avec l'équipe d'Écosse de rugby à XV en 1951. Il est intronisé au Temple de la renommée du rugby à XV écossais en 2013. Il joue également pour l'équipe d'Écosse de cricket. 

### Journaliste
Bill McLaren estime que Norman Mair est l'un des meilleurs journalistes de rugby que l'Écosse a connu:
« J'ai toujours eu une grande estime pour le travail de Norman Mair, notamment avec The Scotsman ».
« Norman Mair n'était pas toujours bien vu de tous les membres de la Scottish Rugby Union, la fédération écossaise de rugby à XV, parce qu'il a écrit ce qu'il a ressenti et qu'il connaissait bien quelques personnes très influentes dans le jeu. Il arrivait que je doive lire une des phrases de Norman Mair à deux ou trois reprises pour en comprendre l'essentiel, mais il a été l'un des analystes les plus perspicaces et ses articles ont été à la fois instructifs et agréables, en particulier les petites histoires humoristiques qui ont été si souvent ses marques de fabrique. »